# Пануфник, Анджей
Сэр А́нджей Пану́фник (пол. Andrzej Panufnik, 24 сентября 1914, Варшава – 27 октября 1991, Лондон) – польский композитор и дирижёр.

## Биография
Отец — скрипичный дел мастер, мать (английского происхождения) — скрипачка. Поступая в Варшавскую консерваторию, не был принят как пианист, но был зачислен в класс ударных, однако вскоре сосредоточился на дирижировании и композиции, занимаясь, в частности, под руководством Казимежа Сикорского. Затем в 1937—1938 гг. учился в Вене у Феликса Вайнгартнера, несколько месяцев занимался частным образом в Париже (в том числе у Филиппа Гобера). Во второй половине 1930-х гг. ряд ранних композиций Пануфника был исполнен в Варшаве — в частности, фортепианное трио № 1, впервые прозвучавшее 10 декабря 1936 года в исполнении Мечислава Вайнберга (фортепиано), скрипача Станислава Яжембского (сына профессора консерватории Юзефа Яжембского) и виолончелиста Ицхака Бакмана (1917—1942, в некоторых источниках ошибочно Иосиф). В годы войны играл в варшавских кафе дуэтом с Витольдом Лютославским, покинув Варшаву незадолго до Варшавского восстания. Его рукописи и ряд ранних сочинений были пущены на растопку новыми жильцами его квартиры, позднее композитор восстановил по памяти только фортепианное трио.

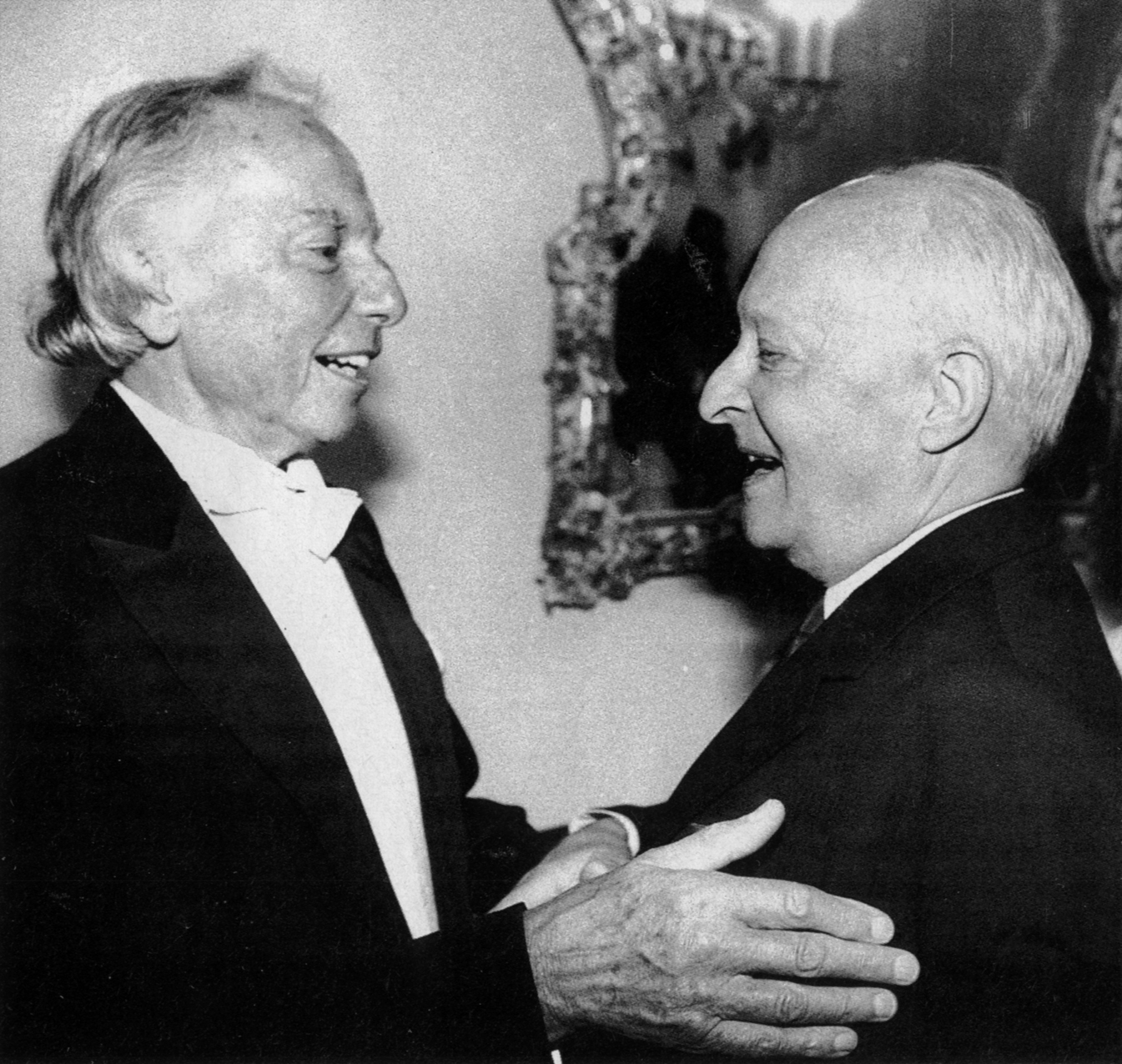
Анджей Пануфник (слева) и Витольд Лютославский, 1990

После войны жил и работал в Кракове, был дирижёром Краковского филармонического оркестра, писал музыку для кинофильмов. В 1946—1947 гг. музыкальный руководитель Варшавского филармонического оркестра, практически уничтоженного войной (вышел в отставку, не видя достаточной поддержки со стороны государственного руководства), затем заместитель председателя Союза композиторов Польши. Выступал также как приглашённый дирижёр Берлинского филармонического оркестра, гастролировал в СССР и Китае. Музыка Пануфника исполнялась в Польше и особенно польскими коллективами в ходе зарубежных гастролей, однако подвергалась критике за «формализм» и недостаточно идейный характер.
В 1954 г. принял решение эмигрировать и во время гастролей в Швейцарии бежал из-под наблюдения сотрудников польских органов безопасности, найдя возможность перебраться в Великобританию, где уже находилась его жена, выехавшая к своим британским родственникам. В 1957—1959 гг. возглавлял Симфонический оркестр Бирмингема. После 1963 г. занимался по преимуществу сочинением музыки. Многолетнее сотрудничество связывало Пануфника с Леопольдом Стоковским, дирижировавшим рядом его сочинений; скрипичный концерт Пануфника был написан для Иегуди Менухина, а виолончельный — для Мстислава Ростроповича.
Дочь — композитор Роксана Пануфник (род. 1968).

## Произведения

### Оркестровые сочинения
- - Symphonie nº 1 (1939, восстановлена в 1944, впоследствии уничтожена автором)
  - Symphonie nº 2 1941, утрачена в 1944)
  - Sinfonia Rustica (Symphonie nº 1) (1948, ред. 1955)
  - Sinfonia Elegiaca (Symphonie nº 2) (1957, ред. 1966)
  - Sinfonia Sacra (Symphonie nº 3) (1963)
  - Sinfonia Concertante (Symphonie nº 4), для флейты, арфы и малого струнного оркестра (1973)
  - Sinfonia di Sfere (Symphonie nº 5) (1974–1975)
  - Sinfonia Mistica (Symphonie nº 6) (1977)
  - Metasinfonia (Symphonie nº 7), для органа, цимбал и струнного оркестра (1978)
  - Sinfonia Votiva (Symphonie nº 8) (1981, ред. 1984)
  - Symphony No. 9, Sinfonia di Speranza (1986, ред. 1990)
  - Symphony No. 10 (1988, ред. 1990)
- Symphonic Variations (1935–1936, утрачены в 1944)
- Symphonic Allegro (1936, утрачено в 1944)
- Symphonic Image (1936, утрачен в 1944)
- Little Overture (ок. 1937, утрачена в 1944)
- Tragic Overture/ Трагическая увертюра (1942, утрачена в 1944, восст.  1945, ред. 1955)
- Divertimento for Strings (по мотивам сочинений Феликса Яневича, 1947, ред. 1955)
- Lullaby (1947, ред. 1955)
- Nocturne (1947, ред. 1955)
- Old Polish Suite/ Сюита в старопольском стиле  (1950, ред. 1955)
- Heroic Overture (1952, ред. 1969)
- Rhapsody (1956)
- Polonia (1959)
- Autumn Music, для 3х флейт, 3х кларнетов, перкуссии, челесты, фортепиано, арфы, альтов, виолончелей и контрабасов (1962, ред. 1965)
- Landscape, для струнного оркестра (1962, ред. 1965)
- Jagiellonian Triptych, для струнного оркестра (1966)
- Katyń Epitaph/  Катынская эпитафия (1967, ред. 1969)
- Concerto Festivo, для оркестра [без дирижёра] (1979)
- Concertino, для цимбал, перкуссии и струнного оркестра (1979–1980)
- Paean, для медных (1980)
- Arbor Cosmica, для двенадцати солистов или струнного оркестра (1983)
- Harmony, для камерного оркестра (1989)

### Концерты
- Concerto in modo antico, для трубы, 2х арф, клавесина и струнного оркестра (первоначальное  название – Готический концерт, 1951, ред. 1955)
- Concerto pour Piano (1962, ред. 1970, 1972, 1982)
- Hommage à Chopin/ В честь Шопена, для флейты и малого струнного оркестра (1966)
- Concerto pour violon (1971)
- Concerto pour basson (1985)
- Concerto pour violoncelle (1991)

### Вокальные сочинения
- Psaume, для солистов, хора и оркестра (1936, утрачен в 1944)
- Five Polish Peasant Songs, для сопрано, двух флейт, двух кларнетов и бас-кларнета (1940, утрачены в 1944, восст. 1945)
- Four Underground Resistance Songs/ Четыре песни подпольного Сопротивления, для голоса и фортепиано на стихи С.Р.Добровольского (1943–1944)
- Hommage à Chopin/ В честь Шопена, для сопрано и фортепиано, первоначальное название – «Польская сюита» (1949, ред. 1955)
- Symphony of Peace/ Симфония мира, для хора и оркестра на стихи Я.Ивашкевича  (1951, позднее исключена автором из своих сочинений)
- Song to the Virgin Mary, для хора или шести голосов (1964, ред. 1969)
- Universal Prayer, для сопрано, контральто, тенора и баса, хора, 3х арф и органа на стихи А. Поупа (1968–1969)
- Invocation for Peace, для высоких голосов, двух труб и двух тромбонов (1972)
- Winter Solstice, для сопрано и баритона, хора, 3х труб, 3х тромбонов, цимбал и колокольчиков (1972)
- Love Song, для меццо-сопрано, арфы или фортепиано, на стихи Ф. Сидни (1976)
- Dreamscapes, для меццо-сопрано и фортепиано (1977, без слов)
- Prayer to the Virgin of Skempe, для голоса или хора, органа и инструментального ансамбля на слова Е. Петкевича (1990)

### Камерная музыка
- Classical Suite, для струнного квартете (1933, утрачена в 1944)
- Trio avec Piano (1934, утрачено в 1944, восст. 1945, ред. 1977)
- Quintetto Accademico, для флейты, гобоя, кларнета, рожка и фагота (1953, ред. 1956, утрачен, восст. 1994)
- Triangles, для 3х флейт и 3х виолончелей (1972)
- Quatuor à cordes nº 1 (1976)
- Quatuor à cordes nº 2 Messages (1980)
- Song to the Virgin Mary, для струнного секстета (1987)
- Sextuor à cordes Train of Thoughts (1987)
- Quatuor à cordes nº 3 Wycinanki (1990)

### Инструментальная музыка
- Variations, для фортепиано (1933, утрачены в 1944)
- Twelve Miniature Studies, для фортепиано (1947, ред. 1955, 1964)
- Reflections, для фортепиано (1968)
- Pentasonata, для фортепиано (1984)

### Балеты
- Cain and Abel/ Каин и Авель (1968, с использованием Sinfonia Sacra и Tragic Overture)
- Miss Julie/ Фрёкен Юлия (1970, с использованием Nocturne, Rhapsody, Autumn Music и Polonia)

### Композитор о себе
- Composing Myself. London: Methuen, 1987  ISBN 0-413-58880-7.
- Panufnik o sobie, Warszawa: Niezależna Oficyna Wydawnicza, 1990. ISBN 83-7054-004-8

## Признание
Орден «Знамя Труда» I степени. Почетный доктор Польского университета в Лондоне, Музыкального университета имени Фридерика Шопена в Варшаве. Рыцарь-бакалавр (1990). Орден Возрождения Польши (посмертно).